# Lecania sipmanii
Lecania sipmanii är en lavart som beskrevs av van den Boom & Zedda. Lecania sipmanii ingår i släktet Lecania och familjen Ramalinaceae.   Inga underarter finns listade i Catalogue of Life.